# Volkswagen Tavendor
O Volkswagen Tavendor (em chinês:  大众揽巡, transl. Dàzhòng Lǎnxún) é um SUV crossover com três fileiras de assentos fabricado pela montadora alemã Volkswagen por meio da joint venture FAW-Volkswagen na China desde 2022. Ele está posicionado entre o maior Talagon e o menor Tayron dentro da linha de SUVs FAW-Volkswagen.

## Visão geral

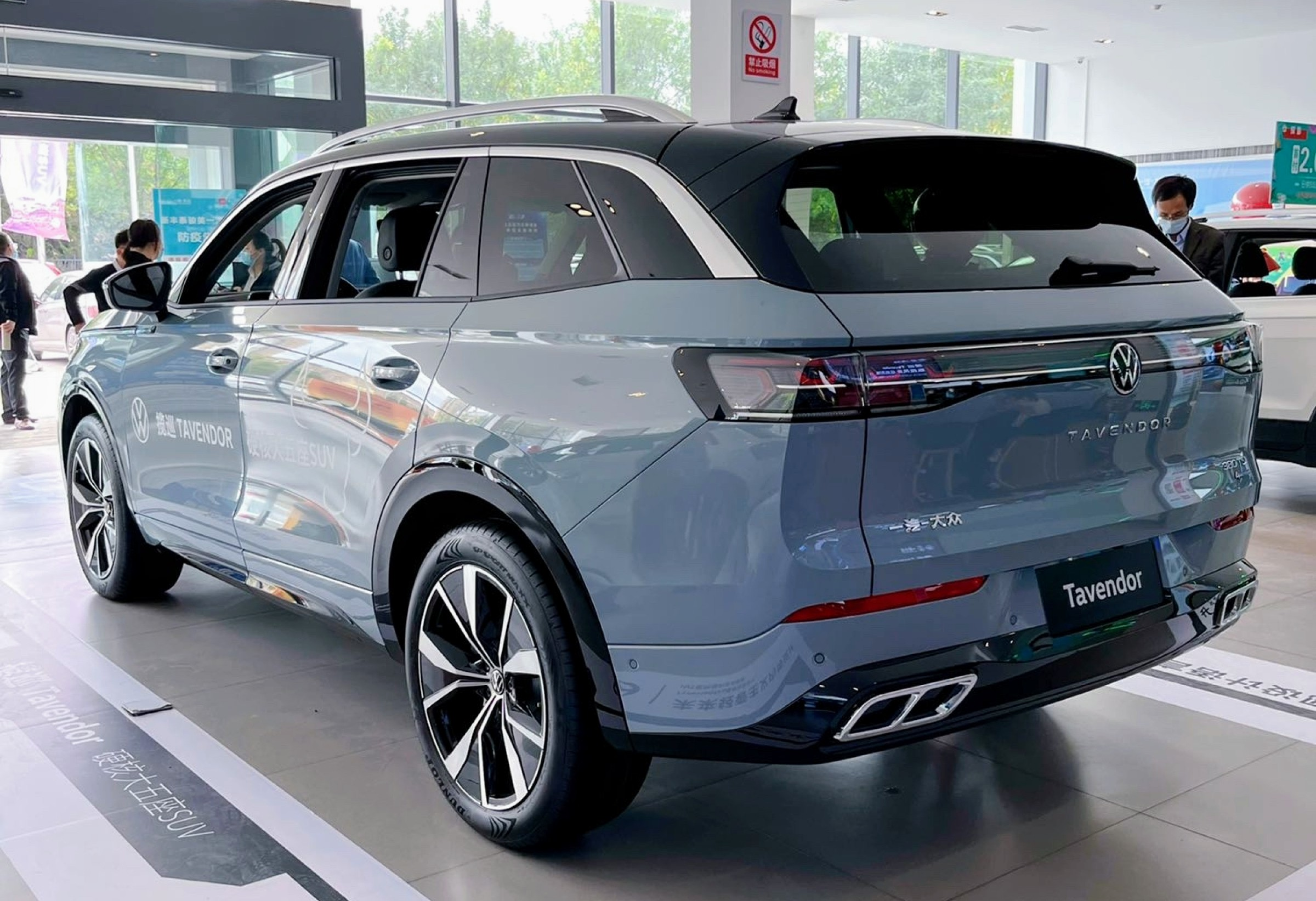
Vista traseira do Volkswagen Tavendor

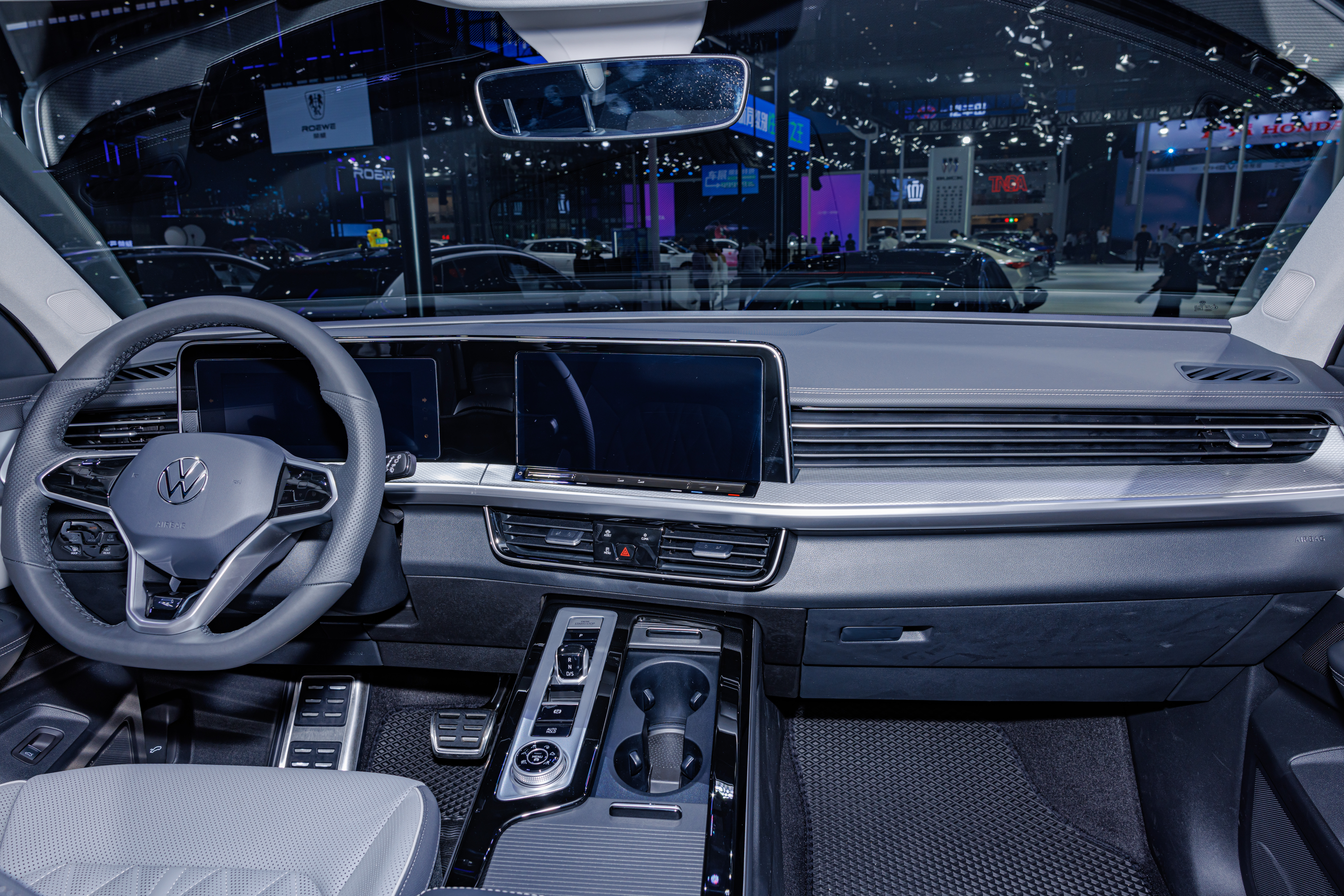
Interior do Volkswagen Tavendor

O Tavendor foi revelado em agosto de 2022. Ele é baseado na arquitetura MQB Evo, compartilhando dimensões e opções de trem de força semelhantes com o Teramont de tamanho semelhante e o Talagon maior.

### Trem de força
O Tavendor é equipado com motor TSI de quatro cilindros de 2,0 litros turboalimentado, disponível em duas opções de potência. O modelo básico produz 186 cv, com a variante mais potente produzindo 220 cv. Ambos são pareados com a transmissão automática DSG de sete velocidades com tração dianteira ou tração nas quatro rodas (4Motion).
| Motores a gasolina | Motores a gasolina | Motores a gasolina | Motores a gasolina | Motores a gasolina | Motores a gasolina      |
| Modelo             | Cilindrada         | Série              | Potência           | Torque             | Transmissão             |
| ------------------ | ------------------ | ------------------ | ------------------ | ------------------ | ----------------------- |
| 2.0 '330 TSI'      | 1.984 cc I4        | EA888 (DPL)        | 186 cv             | 320 N⋅m            | Câmbio DSG de 7 marchas |
| 2.0 '380 TSI'      | 1.984 cc I4        | EA888 (DKX)        | 220 cv             | 350 N⋅m            | Câmbio DSG de 7 marchas |